# 彼得·斯特劳特马尼斯
彼得·雅库博维奇·斯特劳特马尼斯（俄语：Пётр Якубович Страутманис；1919年4月24日—2007年6月27日）拉脱维亚人，苏联党和国家领导人。曾任拉共（布）阿普斯克县、多贝莱县委第一书记、中央书记处书记，拉脱维亚苏维埃社会主义共和国国营农场部长，农业部第一副部长，部长会议第一副主席，最高苏维埃主席团主席等职务。

## 生平
- 1919年4月24日出生于拉脱维亚巴苏的一个农民家庭。1940年加入共青团。
- 1940年7月-1941年，共青团塔尔森区团委部长。
- 1941年-1944年，苏联红军服役。期间，1943年-1944年，当地游击队司令员。1944年加入联共（布）。
- 1944年-1950年，拉共（布）瓦尔卡县委讲师，当地党报编辑。
- 1950年-1951年，拉共（布）阿普斯克县委第一书记。
- 1951年-1954年，苏共中央高级党校学习。
- 1954年-1956年，拉共多贝莱县委第一书记。
- 1956年，拉共中央农业部长。
- 1956年-1958年，拉脱维亚苏维埃社会主义共和国国营农场部长。
- 1958年-1960年1月，拉脱维亚苏维埃社会主义共和国农业部第一副部长。
- 1960年1月-1965年2月，拉共中央书记处书记。期间，1962年12月-1964年12月，拉共中央农业生产管理局局长。
- 1965年2月-1974年8月，拉脱维亚苏维埃社会主义共和国部长会议第一副主席。
- 1974年8月-1985年6月，拉脱维亚苏维埃社会主义共和国最高苏维埃主席团主席。
- 1985年6月起退休，享受里加市联邦养老金待遇。
- 2007年6月27日于里加逝世，享年88岁。遵照斯特劳曼尼斯的生前遗愿，他的骨灰被撒在他倡议设立的高亚国家公园中。

斯特劳特马尼斯是苏共23-26大代表，第25-26届中央审计委员；第7-11届苏联最高苏维埃民族院代表，第5-11届拉脱维亚苏维埃社会主义共和国最高苏维埃代表。

## 荣誉
- 列宁勋章
- 十月革命勋章
- 四次劳动红旗勋章
- 劳动英勇奖章